# Manuel da Costa Negreiros
Manuel da Costa Negreiros, arquitecto Português do século XVIII, filho de José da Costa Negreiros, Mestre Pedreiro e de Francisca Maria. Manuel nasceu em 1701 em Lisboa na Freguesia de Nossa Senhora do Socorro. Foi um dos grandes arquitectos saidos da Aula do Risco nas obras do Convento de Mafra, dirigida pelo arquitecto João Frederico Ludovice, tornando-se Mestre Pedreiro em 1731. 
Nas obras que nos deixou, revela alguma influência da Escola de Mafra: a Igreja de Santo Estevão em Alfama, 1734, a remodelação do Paço da Bemposta, 1735. A capela do Senhor Jesus da Boa Nova, junto ao Museu Militar. Colaborou nas obras do Palácio das Necessidades. Palácio Barbacena no Campo de Santa Clara. Em 1740 é nomeado Arquitecto de todas as obras do Infantado. Em 1745, Manuel da Costa Negreiros habilita-se a irmão da Irmandade de S. Lucas. Sua filha Teresa Maria de Jesus, veio a casar-se com o arquitecto Eugénio dos Santos e Carvalho, *1711, +1760, arquitecto ligado à reconstrução da Baixa Pombalina. Manuel da Costa Negreiros veio a falecer na Vila de Tolosa, no Alto Alentejo, quando supervisionava obras, na Igreja de Nossa Senhora da Encarnação, onde ficou sepultado no seu interior, corria o ano de 1750.